# Liste des planètes mineures non numérotées découvertes en mai 2005
Pour un article plus général, voir Liste des planètes mineures non numérotées découvertes en 2005.
Pour un article plus général, voir Liste des planètes mineures.
Cet article dresse la liste des planètes mineures (astéroïdes, centaures, objets transneptuniens et assimilés) non numérotées découvertes en mai 2005 dans l'ordre de leur découverte.
Au 15 janvier 2025, 661 077 des 1 434 993 planètes mineures répertoriées par le Centre des planètes mineures ne sont pas encore numérotées, soit 46,07 %.

## Rappel concernant la désignation provisoire
La désignation provisoire indique l'ordre de découverte de ces objets. En effet, cette désignation est composée de l'année de découverte (par exemple 2005) suivie de la quinzaine (demi-mois) de découverte (p.e. A = 1-15 janvier) puis de l'ordre de découverte dans cette quinzaine. Cet ordre est indiqué par une lettre et éventuellement un chiffre comme suit : A pour la première découverte, B pour la deuxième, ..., Z pour la 25e (le I n'est pas utilisé pour éviter la confusion avec 1), A1 pour la 26e, B1 pour la 27e, etc. , Z1 pour la 50e, A2 pour la 51e, B2 pour la 52e, etc. L'ordre de la numérotation ne suit donc pas l'ordre alphanumérique. 2005 AA1 suit ainsi 2005 AZ et précède 2005 AB1.

## Liste

### Du1erau 15 mai
- 2005 JS1
- 2005 JT1
- 2005 JU1
- 2005 JV1
- 2005 JM3
- 2005 JN3
- 2005 JO3
- 2005 JH5
- 2005 JR5
- 2005 JS5
- 2005 JT5
- 2005 JU6
- 2005 JK7
- 2005 JN7
- 2005 JS7
- 2005 JA9
- 2005 JS9
- 2005 JB10
- 2005 JR10
- 2005 JU10
- 2005 JG11
- 2005 JM11
- 2005 JP11
- 2005 JX11
- 2005 JD12
- 2005 JP12
- 2005 JQ12
- 2005 JX12
- 2005 JY12
- 2005 JK13
- 2005 JM15
- 2005 JT18
- 2005 JH19
- 2005 JA21
- 2005 JB22
- 2005 JP22
- 2005 JC24
- 2005 JJ25
- 2005 JS26
- 2005 JT28
- 2005 JK29
- 2005 JA30
- 2005 JD31
- 2005 JF33
- 2005 JL33
- 2005 JL35
- 2005 JB36
- 2005 JV36
- 2005 JT37
- 2005 JU38
- 2005 JD39
- 2005 JR39
- 2005 JX39
- 2005 JC40
- 2005 JG40
- 2005 JJ41
- 2005 JG43
- 2005 JS43
- 2005 JU43
- 2005 JZ44
- 2005 JA45
- 2005 JZ45
- 2005 JB46
- 2005 JD46
- 2005 JF46
- 2005 JD47
- 2005 JD50
- 2005 JL51
- 2005 JT51
- 2005 JV54
- 2005 JK57
- 2005 JM57
- 2005 JR57
- 2005 JW57
- 2005 JL59
- 2005 JA60
- 2005 JV63
- 2005 JZ63
- 2005 JC64
- 2005 JW69
- 2005 JO70
- 2005 JD71
- 2005 JJ72
- 2005 JL72
- 2005 JM72
- 2005 JS72
- 2005 JZ72
- 2005 JZ73
- 2005 JO74
- 2005 JP77
- 2005 JR77
- 2005 JH78
- 2005 JC81
- 2005 JQ81
- 2005 JT81
- 2005 JU81
- 2005 JQ82
- 2005 JO83
- 2005 JG84
- 2005 JW85
- 2005 JE87
- 2005 JL88
- 2005 JP88
- 2005 JV89
- 2005 JJ91
- 2005 JZ93
- 2005 JW94
- 2005 JU96
- 2005 JY97
- 2005 JC98
- 2005 JD98
- 2005 JW98
- 2005 JA100
- 2005 JA101
- 2005 JJ101
- 2005 JA105
- 2005 JN105
- 2005 JR106
- 2005 JF108
- 2005 JE109
- 2005 JX109
- 2005 JY110
- 2005 JX111
- 2005 JC112
- 2005 JT113
- 2005 JY113
- 2005 JA114
- 2005 JN116
- 2005 JB120
- 2005 JX123
- 2005 JM124
- 2005 JO124
- 2005 JM125
- 2005 JN125
- 2005 JV130
- 2005 JY131
- 2005 JB134
- 2005 JV134
- 2005 JY134
- 2005 JG135
- 2005 JP135
- 2005 JQ135
- 2005 JV137
- 2005 JW140
- 2005 JF141
- 2005 JJ141
- 2005 JN142
- 2005 JC143
- 2005 JR145
- 2005 JT146
- 2005 JW147
- 2005 JK149
- 2005 JS149
- 2005 JT152
- 2005 JW152
- 2005 JW153
- 2005 JB154
- 2005 JF154
- 2005 JK155
- 2005 JP155
- 2005 JT155
- 2005 JP158
- 2005 JQ159
- 2005 JV160
- 2005 JD161
- 2005 JH161
- 2005 JK161
- 2005 JN162
- 2005 JH164
- 2005 JL164
- 2005 JN164
- 2005 JQ165
- 2005 JT166
- 2005 JF168
- 2005 JN168
- 2005 JO168
- 2005 JS168
- 2005 JU168
- 2005 JW168
- 2005 JX168
- 2005 JY168
- 2005 JA169
- 2005 JB169
- 2005 JA170
- 2005 JF170
- 2005 JT170
- 2005 JH171
- 2005 JK171
- 2005 JW171
- 2005 JA172
- 2005 JG172
- 2005 JJ172
- 2005 JH173
- 2005 JY173
- 2005 JB174
- 2005 JD174
- 2005 JG174
- 2005 JS174
- 2005 JZ174
- 2005 JA176
- 2005 JL176
- 2005 JH177
- 2005 JM177
- 2005 JO179
- 2005 JQ179
- 2005 JU180
- 2005 JK182
- 2005 JL183
- 2005 JT183
- 2005 JU183
- 2005 JZ184
- 2005 JY185
- 2005 JA186
- 2005 JB186
- 2005 JJ186
- 2005 JK186
- 2005 JL188
- 2005 JP188
- 2005 JR188
- 2005 JB189
- 2005 JG189
- 2005 JM189
- 2005 JS189
- 2005 JT189
- 2005 JU189
- 2005 JV189
- 2005 JX189
- 2005 JZ189
- 2005 JC190
- 2005 JD190
- 2005 JU190
- 2005 JD191
- 2005 JE191
- 2005 JU191
- 2005 JB192
- 2005 JM192
- 2005 JO192
- 2005 JD193
- 2005 JE193
- 2005 JF193
- 2005 JO193
- 2005 JP193
- 2005 JQ193
- 2005 JS193
- 2005 JH194
- 2005 JM194
- 2005 JN194
- 2005 JO194
- 2005 JQ194
- 2005 JS194
- 2005 JU194
- 2005 JW194
- 2005 JD195
- 2005 JM195
- 2005 JQ195
- 2005 JS195
- 2005 JT195
- 2005 JV195
- 2005 JW195
- 2005 JX195
- 2005 JZ195
- 2005 JA196
- 2005 JB196

### Du 16 au 31 mai
- 2005 KA
- 2005 KR
- 2005 KV1
- 2005 KQ2
- 2005 KD7
- 2005 KP9
- 2005 KJ10
- 2005 KK11
- 2005 KQ13
- 2005 KP15
- 2005 KS15
- 2005 KB16
- 2005 KN16
- 2005 KO16
- 2005 KP16